# Вакцинація проти COVID-19 в Італії
Вакцинація проти COVID-19 в Італії — це кампанія масової імунізації населення Італії проти COVID-19 під час пандемії коронавірусної хвороби. Вакцинація проти COVID-19 населення країни розпочалася 27 грудня 2020 року разом з більшістю країн Європейського Союзу.
Кампанією вакцинації керували міністерство охорони здоров'я та спеціальний уповноважений Доменіко Аркурі до 1 березня 2021 року, коли його змінив армійський генерал Франческо Паоло Фільюоло.
З 15 жовтня 2021 року в Італії вакцинація проти COVID-19 є обов'язковою для всіх працюючих старших 50 років.

## Програма вакцинації
У перші місяці кампанії вакцинації державні органи фокусували увагу на медичний та адміністративний персонал, а також на жителів та персонал будинків пристарілих. На другому етапі кампанії вакцинацію мали отримати люди похилого віку та комунальний персонал.

### Вакцини
Вакцина Pfizer–BioNTech проти COVID-19 була схвалена Європейською комісією 21 грудня 2020 року, в той же день після отримання рекомендації щодо надання умовного дозволу на продаж від Комітету з лікарських засобів для людини Європейського агентства з лікарських засобів.
Італійський уряд у скоординованих зусиллях з Комісією ЄС закупив різні типи вакцини проти COVID-19, включаючи вакцину Pfizer–BioNTech, а також вакцини виробництва Moderna, AstraZeneca, Sanofi та Johnson & Johnson.

### Використання вакцин
| Вакцина                     | Схвалення       | Використання   |
| --------------------------- | --------------- | -------------- |
| Pfizer–BioNTech             | 21 грудня 2020  | 27 грудня 2020 |
| Moderna                     | 6 січня 2021    | 12 січня 2021  |
| Oxford-AstraZeneca          | 29 січня 2021   | 6 лютого 2021  |
| Janssen (Johnson & Johnson) | 11 березня 2021 | 21 квітня 2021 |
| Novavax                     | 20 грудня 2021  | В очікуванні   |
| Valneva                     | В очікуванні    | В очікуванні   |
| Sanofi–GSK                  | В очікуванні    | В очікуванні   |
| CureVac                     | Скасовано       | Ні             |

### Поширеність вакцин
Станом на 21:40 21 грудня 2021
- Pfizer–BioNTech
- Moderna
- Oxford-AstraZeneca
- Johnson&Johnson
- Pfizer Pediatric

### Вакцини на стадії клінічних досліджень
| Вакцина    | Тип (технологія) | I фаза       | II фаза      | III фаза     |
| ---------- | ---------------- | ------------ | ------------ | ------------ |
| GRAd-COV2  | Вірусний вектор  | Так          | Так          | В очікуванні |
| COVID-eVax | ДНК              | В очікуванні | В очікуванні | Ні           |

## Хронологія

### Грудень 2020 року
Вакцинальна кампанія в країні стартувала 27 грудня 2020 року, коли Італія отримала 9750 доз вакцини Pfizer–BioNTech проти COVID-19. Ця партія була повністю використана в наступні дні для вакцинації частини медичного та допоміжного персоналу лікарень.
Італійська кампанія вакцинації була скоординована та узгоджена з Європейським Союзом. Країни ЄС, згідно з попередніми домовленостями, отримали вакцини згідно з централізованим планом, розробленим Європейською комісією.
30 грудня 2020 року консорціум Pfizer–BioNTech поставив до Італії 359775 доз вакцини. 31 грудня 2020 року консорціум Pfizer–BioNTech поставив до Італії 110175 доз вакцини.

### Січень 2021 року
З 30 грудня 2020 року по 1 січня 2021 року консорціум Pfizer-BioNTech поставив до Італії 469950 доз вакцини.
З 5 січня 2021 року по 7 січня 2021 року консорціум Pfizer-BioNTech поставив до Італії ще 438750 доз вакцини. Цей тип вакцини необхідно зберігати при -70 °C. Першим італійським регіоном, який розпочав щеплення, була область Лаціо, перші щеплення були зроблені в лікарні Спалланцані в Римі. Згодом вакцини були доставлені в інші регіони Італії.
6 січня 2021 року Європейське агентство з лікарських засобів схвалило вакцину Moderna. Станом на 20:00 7 січня 2021 року в Італії було вакциновано 379910 осіб.
Відповідно до даних наукового дослідження з вірусології щодо COVID-19, вакцина Pfizer–BioNTech проти COVID-19 також захищає від двох мутацій вірусу, які поширилися у Великій Британії та ПАР. Обидва штами мали спільну мутацію під назвою N501Y, незначну зміну в одній точці білка, який покриває вірус.
10 січня 2021 року регіон Кампанія в Італії мав найвищий відсоток введення порівняно з наявними дозами. Представники регіону також стверджував, що запаси вакцини вичерпані.
11 січня 2021 року консорціум Pfizer–BioNTech поставив 75075 доз вакцини.
12 січня 2021 року компанія Moderna поставила 47 тисяч доз вакцини.
11 та 12 січня 2021 року було поставлено загалом 488475 доз вакцини.
Станом на 18 січня 2021 року компанія Pfizer зменшила постачання вакцини на 29 %. 16 січня 2021 року 800 доз вакцини Moderna було втрачено через збій морозильника у Форлі.
18 і 19 січня 2021 року спостерігалися нові затримки та скорочення кількості вакцин Pfizer–BioNTech проти COVID-19.
20 січня 2021 року вакцинальну кампанію сповільнили через відсутність запасів вакцини.
20 січня 2021 року компанія AstraZeneca відкладає доставку вакцини та скорочує очікувані обсяги поставок по всій Європі.
Затримка з постачанням вакцини затримує кампанію вакцинації. 29 січня 2021 року компанія «Moderna» також скоротила постачання вакцин на 20 %. У поставках вакцин, передбачених угодами з «Moderna», не вистачало близько 300 тисяч доз.
Європейський Союз перебував у гострій конфронтації з «AstraZeneca» щодо термінів і кількості поставок вакцини. Це призводило до серйозної затримки кампанії вакцинації в Італії та Європі.
30 січня 2021 року Італійське агентство з лікарських засобів обмежило введення вакцини AstraZeneca віком від 18 до 55 років.

### Лютий 2021 року
2 лютого 2021 року вакцинальна кампанія різко сповільнилася через відсутність поставок вакцин фармацевтичними компаніями.
6 лютого 2021 року до Італії надійшли перші 249600 доз вакцини AstraZeneca.
12 лютого 2021 року генуезький архітектор Ренцо Піано першим пройшов вакцинацію в «День срібної вакцини», який відкривав кампанію вакцинації для людей старше 80 років у Лігурії.
17 лютого 2021 року Італійське агентство з лікарських засобів збільшило вік для введення вакцини AstraZeneca до 65 років.
18 лютого 2021 року довічний сенатор Ліліана Сегре була вакцинована в лікарні Фатебенефрателлі в Мілані. Її прийняли президент регіону Ломбардія Аттіліо Фонтана та віце-президент і експерт із соціального забезпечення Летиція Моратті.
20 лютого 2021 року компанія «AstraZeneca» скоротила постачання вакцини на 15 %.
23 лютого 2021 року «AstraZeneca» запланувала поставити до Євросоюзу менше половини замовлених доз вакцини.
26 лютого 2021 року кількість клінік вакцинації зросла до 1436, порівняно з початковими 293.

### Березень 2021 року
1 березня 2021 року генерал італійської армії Франческо Паоло Фільюоло став новим спеціальним уповноваженим щодо вакцинації замість Доменіко Аркурі.
9 березня 2021 року президент Італійської Республіки Серджіо Маттарелла був вакцинований у лікарні Спалланцані. Президенту ввели вакцину Moderna.
11 березня 2021 року Італійське агентство з лікарських засобів заборонила використання в Італії партії (номер ABV2856) вакцини AstraZeneca для перевірок у зв'язку зі смертю 2 чоловіків на Сицилії після введення вакцини.
15 березня 2021 року Італійське агентство з лікарських засобів призупинило використання вакцину AstraZeneca по всій Італії на тимчасовій основі для розслідування випадків смерті після вакцинації.
19 березня 2021 року агентство з лікарських засобів скасувала заборону на AstraZeneca, щеплення цією вакциною відновлено.
20 березня 2021 року спеціальний уповноважений, генерал армії Франческо Паоло Фільюоло та начальник цивільного захисту Фабріціо Курчіо зробили щеплення вакциною AstraZeneca.
25 березня 2021 року в Європейському Союзі назву вакцини AstraZeneca було змінено на «Vaxzevria».
30 березня 2021 року прем'єр-міністр Маріо Драґі та його дружина Марія Серенелла Каппелло були щеплені вакциною AstraZeneca на вокзалі Терміні в Римі згідно плану вакцинації регіону Лаціо.

### Квітень 2021 року
3 квітня 2021 року на холодильному сховищі вакцин у місті Брешія стався вибух, але не було пошкоджено електропостачання будівлі, тобто вакцини залишалися придатними для використання.
6 квітня 2021 року компанія AstraZeneca відклала поставку 50 % доз вакцини, заплановану на 14 квітня 2021 року.
Тоді ж Інститут Дженнера Оксфордського університету призупинив дослідження вакцини AstraZeneca на дітях. Рішення Інституту Дженнера Оксфордського університету було прийнято в очікуванні аналізу можливих зв'язків між препаратом і епізодами тромбозу серед дорослих.
В Італії на той час було введено 54 % доз вакцини AstraZeneca (2218038 із 4098800 доставлених доз), згідно з даними міністерства охорони здоров'я, тоді як для вакцини Moderna відсоток зменшувався до 50 % (658403 із 1328200). Рівень введення вакцини Pfizer становив 96 % (8375625 з 8709480). Загалом із 14136480 доз трьох вакцин, які надійшли до Італії, було введено 11252066, тобто близько 80 %.
13 квітня 2021 року 184 тисяч доз вакцини Janssen прибули до Італії, однак компанія Johnson & Johnson оголосила, що відкладає поставки своїх вакцин до Європи.
Італійське агентство з лікарських засобів тимчасово призупинила доставку вакцини Janssen дов центрах вакцинації до отримання інформації зі Сполучених Штатів Америки, де введення вакцини Janssen було призупинено для розслідування підозрілих смертей і тромбозів після її введення.
22 квітня 2021 року в Італії почали вводити вакцину Johnson & Johnson.

### Травень 2021 року
1 травня 2021 року Італія досягла порогу в 20 мільйонів введених доз вакцини. На цей момент у країні було щеплено 14 мільйонів принаймні одною дозою, а 6 мільйонів осіб були повністю вакциновані.
2 травня 2021 року двоє антивакцинаторів були заарештовані та звинувачені в тероризмі через підрив із запальною бомбою в центрі вакцинації у Брешії.
10 травня 2021 року медсестра випадково ввела пацієнту 6 доз вакцини Pfizer—BioNTech.
22 травня 2021 року Італія досягла 30 мільйонів введених доз вакцини. На той час у країні було 9,9 мільйона осіб, вакцинованих двома дозами.

### Червень-серпень 2021 року
1 червня 2021 року Італія досягла рівня в 35 мільйонів введених доз вакцини. На той час у країні було 12 мільйонів осіб щеплених подвійною дозою.
10 червня 2021 року Італія досягла рівня в 40 мільйонів введених доз вакцини.
28 червня 2021 року Італія досягла рівня в 50 мільйонів введених доз вакцини.
16 липня 2021 року Італія досягла рівня в 60 мільйонів введених доз вакцини. На той час у країні було 25 мільйонів осіб, вакцинованих подвійною дозою.
5 серпня 2021 року Італія досягла рвня в 70 мільйонів введених доз вакцини.

### Вересень-грудень 2021 року
9 вересня 2021 року Італія досягла порогу у 80 мільйонів введених доз вакцини.
У жовтні 2021 року розпочалась вакцинація третьою дозою особам з ослабленим імунітетом і медичним працівникам.
3 листопада 2021 року Італія досягла порогу в 90 мільйонів введених доз вакцини.
4 листопада 2021 року президент Італійської Республіки Серджо Матарелла отримав третю дозу вакцини в лікарні Спалланцані.
9 грудня 2021 року Італія досягла порогу в 100 мільйонів введених доз вакцини.
16 грудня 2021 року розпочато щеплення дітей дитячою вакциною.
27 грудня 2021 року, рівно через рік від початку кампанії вакцинації, Італія ввела 108 мільйонів доз вакцини.

## Графіки щеплень в Італії

### Щеплення за віковими групами
Станом на 15 травня 2021 21:13